# Muricea
Muricea is een geslacht van neteldieren uit de klasse van de Anthozoa (bloemdieren).

## Soorten
- Muricea acervata Verrill, 1866
- Muricea albida Verrill, 1866
- Muricea appressa (Verrill, 1864)
- Muricea aspera Verrill, 1869
- Muricea atlantica (Kükenthal, 1911)
- Muricea austera Verrill, 1869
- Muricea californica Aurivillius, 1931
- Muricea crassa Verrill, 1869
- Muricea echinata Milne Edwards, 1855
- Muricea elongata Lamouroux, 1821
- Muricea flamma Marques & Castro, 1995
- Muricea formosa Verrill, 1869
- Muricea fruticosa Verrill, 1869
- Muricea galapagensis Deichmann, 1941
- Muricea hebes Verrill, 1864
- Muricea hispida Verrill, 1866
- Muricea horrida Möbius, 1861
- Muricea laxa Verrill, 1864
- Muricea midas Bayer, 1959
- Muricea muricata (Pallas, 1766)
- Muricea pendula Verrill, 1868
- Muricea pinnata Bayer, 1961
- Muricea purpurea Verrill, 1864
- Muricea pusilla (Nutting, 1909)
- Muricea ramosa (Thomson & Simpson, 1909)
- Muricea retusa Verrill, 1869
- Muricea robusta Verrill, 1866
- Muricea spicifera Lamouroux, 1821
- Muricea splendens (Thomson & Simpson, 1909)
- Muricea squarrosa Verrill, 1869
- Muricea tenella Verrill, 1869
- Muricea tubigera Verrill, 1868
- Muricea waltonsmithi Bayer, 1994